# Get Low (песня Зедда и Лиама Пейна)
«Get Low» (с англ. «Пригнись») — сингл русско-немецкого диджея Zedd и английского певца Лиама Пейна. Песня была написана Чарльзом Хиншоу, Антоном Заславским, Тристаном Ландимором и Фабиеном Холлоуэем. Продюсером выступил сам Zedd. Трек был выпущен 6 июля 2017 года лейблом Interscope Record.

## История
В интервью для Beats 1, Зедд описал песню как своё собственное представление того, как должна звучать настоящая летняя песня.
Мы создали песню, которую я бы назвал, вероятно, самой влиятельной песней, которую я когда-либо делал, - это безумно броско, и я чувствую, что через некоторое время вы ее возненавидите, потому что она очень запоминающаяся.

Он описал сотрудничество с Лиамом Пейном как что-то похожее на то, что он делал с Алессией Кара в своём предыдущем сингле «Stay».
Без Лиама я, возможно, никогда не закончил бы эту песню, он действительно потянул ее к тому направлению, которого я бы не достиг самостоятельно, и я люблю это направление.
3 июля 2017 года оба музыканта подтвердили дату выхода сингла в своих социальных сетях.
Обложка сингла представляет собой изображение некой реки с розовыми пальмами на фоне голубого неба.

## Релиз
Релиз сингла состоялся 6 июля 2017 года. Песня доступна как для покупки, так и на стриминговых сервисах, о чём оба артиста сообщили в своих социальных сетях.

## Музыкальное видео

### Релиз
Релиз видеоклипа состоялся 20 июля 2017 на YouTube.

### Концепция
На видео запечатлен тур, где ежедневно выступает Zedd, с живыми выступлениями на различных фестивалях, и отдыхая в перерывах между выступлениями. Также можно разглядеть кадры, сделанные в Балтимор (США), во Франкфурте-на-Майне (Германия) и Токио (Япония). Пейн появляется только в короткой сцене в самом начале, где он находится на фотосессии.
Общая длительность видео составляет около 3:25 минут. Режиссёром выступил Кевин Бресслер.
На сегодняшний день, музыкальное видео насчитывает более двух миллионов просмотров на YouTube.

## Критика
Джон Блиштайн из Rolling Stone описал песню как «знойную и злобную», а Ник Роман из Entertainment Weekly назвал её «шипящей летней пробкой».
В Billboard Сэди Белл описала песню как трек, который «отправляет вас в путешествие в Рай, вдохновленный его басом и фантастическим произведением». Белл написала, что трек звучит как «саундтрек к летнему бегству» со «зрелой» поп-музыкой Пейна и «знойной» лирикой песни.
Роб Аркан для Spin назвал песню «топающим летним домиком», почти сразу же завоевывающим радиоволны, «где Пейн» напевает с постоянным чванством, большим, чем любая его работа с One Direction".
Эрин Дженсен в USA Today высказалась, что, хотя в тексте отсутствует" глубина" и « запоминающийся летний гимн», песня имеет очень танцевальный «ритм», выступая в качестве «идеальной песни для дня в бассейне или ночном клубе».
Джо Андертон из Digital Spy написал, что атмосфера тропической поп-музыки «не совсем революционная».

## Чарты
| Чарт (2017)                                | Высшая позиция |
| ------------------------------------------ | -------------- |
| Австралия (ARIA)                           | 39             |
| Австрия (Ö3 Austria Top 40)                | 54             |
| Бельгия/Фландрия (Ultratip Bubbling Under) | 36             |
| Бельгия/Валлония (Ultratip Bubbling Under) | 41             |
| Канада (Billboard Canadian Hot 100)        | 50             |
| Чехия (Singles Digitál Top 100)            | 38             |
| Франция (SNEP)                             | 180            |
| Германия (GfK)                             | 75             |
| Венгрия (Stream Top 40)                    | 37             |
| Ирландия (IRMA)                            | 39             |
| Нидерланды (Single Top 100)                | 81             |
| Новая Зеландия (N.Z. Heatseekers, RMNZ)    | 2              |
| Филиппины (Philippine Hot 100)             | 74             |
| Польша (Polish Airplay Top 100)            | 51             |
| Португалия (AFP)                           | 42             |
| Шотландия (OCC Scotland)                   | 21             |
| Словакия (Singles Digitál Top 100)         | 32             |
| Швеция (Sverigetopplistan)                 | 43             |
| Швейцария (Schweizer Hitparade)            | 54             |
| Великобритания (OCC UK Singles)            | 26             |
| США (Billboard Hot 100)                    | 91             |
| США (Billboard Hot Dance/Electronic Songs) | 11             |
| США (Billboard Pop Airplay)                | 30             |